# 拱北口岸

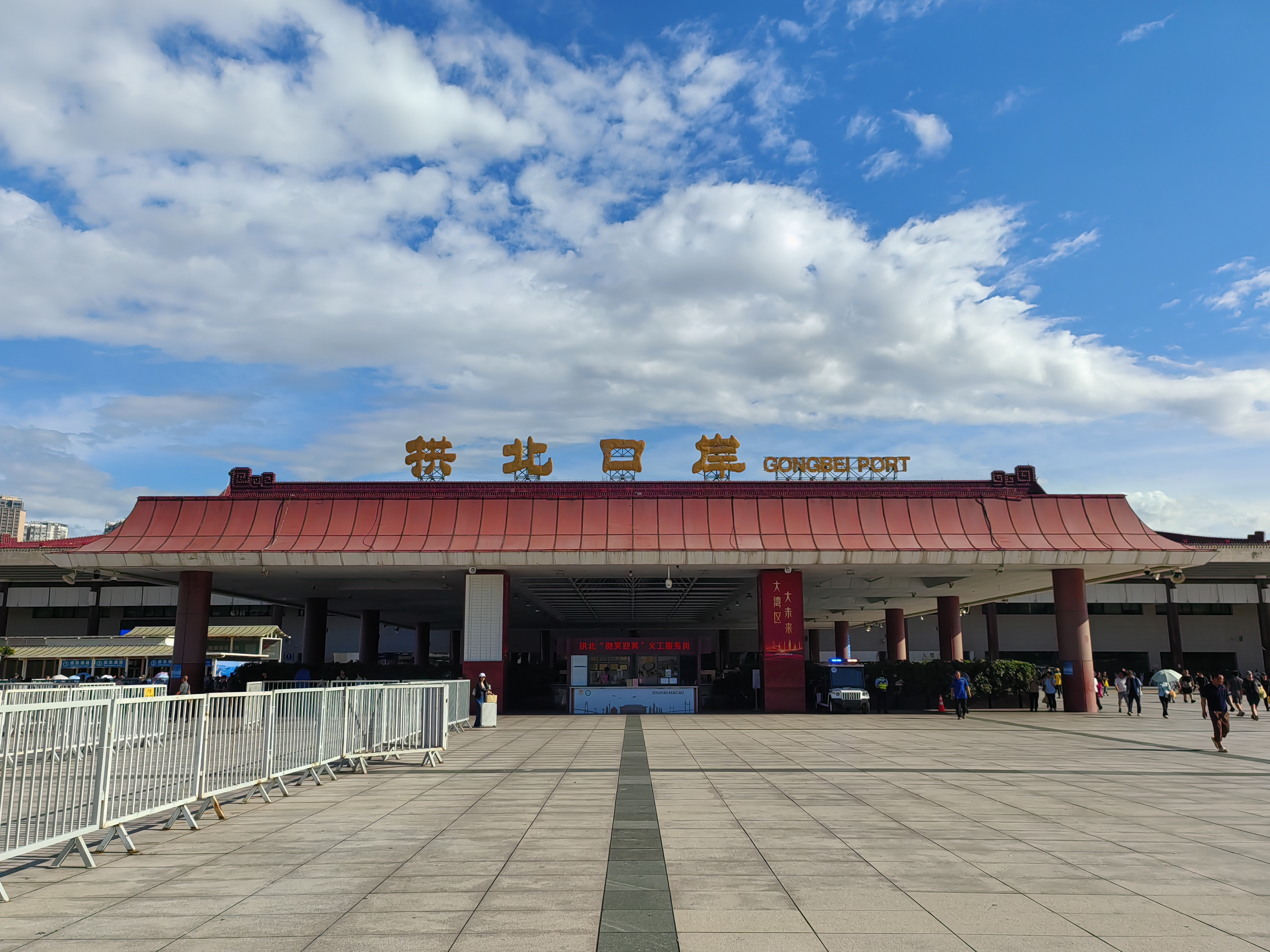
拱北口岸

拱北口岸是中华人民共和国廣東省珠海市與澳門特別行政區其中一個陸路出入境口岸。自2011年，拱北口岸打破羅湖口岸的記錄，成為全球最高出入境人次的出入境口岸，年均出入境人次達1億以上。通关时间为每天06:00-01:00。

## 地理位置及概覽
拱北口岸位於珠海市香洲區南邊的拱北迎賓路南端，接連澳門關閘邊檢大樓，設於1849年，成為中澳邊境最重要的口岸。當年設立海關是以當時該地區的標誌性建築拱橋的「拱」字和著名地點北嶺的「北」字定名為拱北關。從此，拱北名稱一直沿用至今。靠近口岸的一些街道的名稱和關閘有关，現有城中村的一個街道為關閘北街，亦有“拱北街道關閘社區”行政區域的劃分。
現時運作的拱北口岸聯檢大樓在1999年6月配合澳門回歸而建成，同年10月2日啟用，佔地16萬多平方米，總建築面積為8.5萬平方米，總投資人民幣4.5億多元，设计日通关流量15万人次，而該年的全年出入境旅客有3000万人次。
2012年，拱北口岸全年出入境旅客接近9300万人次，日均客流超过30万人次。2014年12月18日起，拱北口岸通關時間由原來的07:00-00:00，延長至06:00-01:00。
2018年大年初一至初二，共有54萬人次在拱北口岸出入境，較2017年同期增加三萬人。
2020年1月至4月，为配合嚴重特殊傳染性肺炎防控工作，口岸開放時間，臨時調整為每天06:00-22:00，至2020年5月3日恢復原來通關時間。
2022年8月3日至5日，為配合舊廳封閉進行消防改造，新廳正在安裝設備，臨時暫停通關。由同年8月5日上午6時起，實施限次分流措施，珠澳通關人員（旅行團除外）每日限進、出（不含客、貨車通道）通關場所各1次。，至2023年5月1日取消。
2023年11月11日，珠海市宣佈拱北口岸舊聯檢樓出入境大廳已完工，爭取同月中旬完成設備聯調聯試。有關施工改造面積33,114平方米，涉及消防、給排水、強弱電和冷氣系統等安全隱患整改，以及翻新外牆、地面、標識標牌等。2024年3月15日，拱北口岸主联检楼恢复使用。
2024年11月20日，拱北口岸和深圳灣口岸成為「免出示證件」邊檢通道，合資格的港澳居民及持有效往来港澳通行证及多次有效停留、探親、商務、人才、其他赴港澳簽注的內地居民可同意邊檢機關採集核驗面相、指紋資訊後，選用「免出示證件」通道，以面相、指紋等就可通關，即以「刷臉」取代「刷證」。

## 接駁交通
- 市內公共汽車：
  - 拱北口岸总站、拱北口岸站（地下通道）、拱北（原拱北萬家）公共汽車站、城轨珠海站
- 城際客運巴士：九洲港——拱北口岸（免费接驳）
  - 拱北口岸岐關車站、中旅巴士站、拱北車站
- 广珠城际铁路、珠机城际铁路：
  - 珠海站

## 外部連結
- 官方网站